# Municipalitățile Japoniei
Municipalitățile reprezintă al treilea nivel (după cel național și cel prefectural) al împărțirii administrative a Japoniei. Sistemul municipalităților poartă denumirea de shikuchōson (市区町村 shikuchōson?, municipii, cartiere, orașe și sate) și cuprinde patru tipuri:
- municipii
- sectoare speciale (doar în zona metropolitană Tokyo)
- orașe
- sate

La 1 octombrie 2018 în Japonia există 1741 municipalități, dintre care 792 municipii, 23 sectoare speciale, 743 orașe și 183 sate.